# Scuticaria strictifolia
Scuticaria strictifolia är en orkidéart som beskrevs av Frederico Carlos Hoehne. Scuticaria strictifolia ingår i släktet Scuticaria och familjen orkidéer. Inga underarter finns listade i Catalogue of Life.

## Bildgalleri

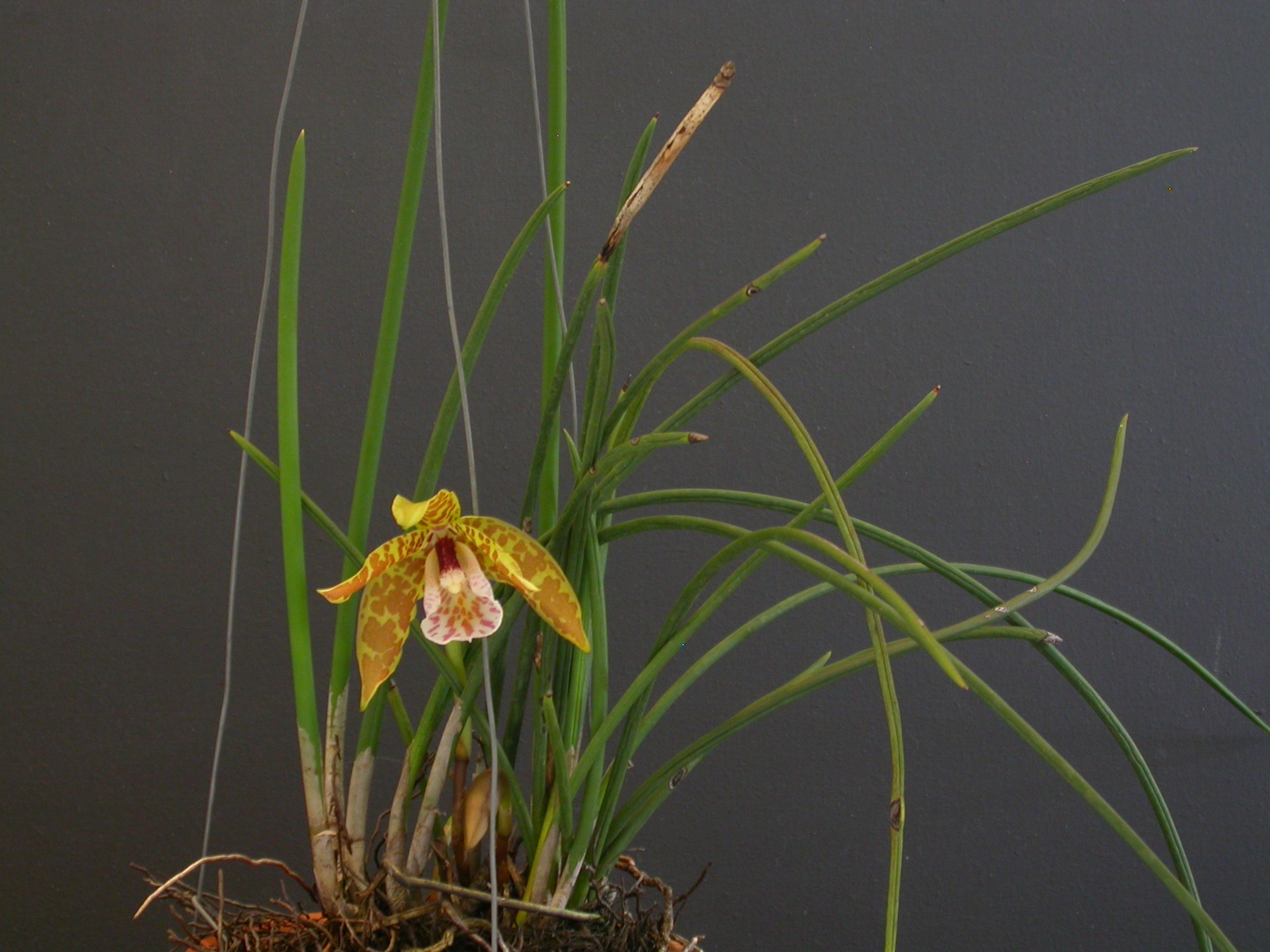
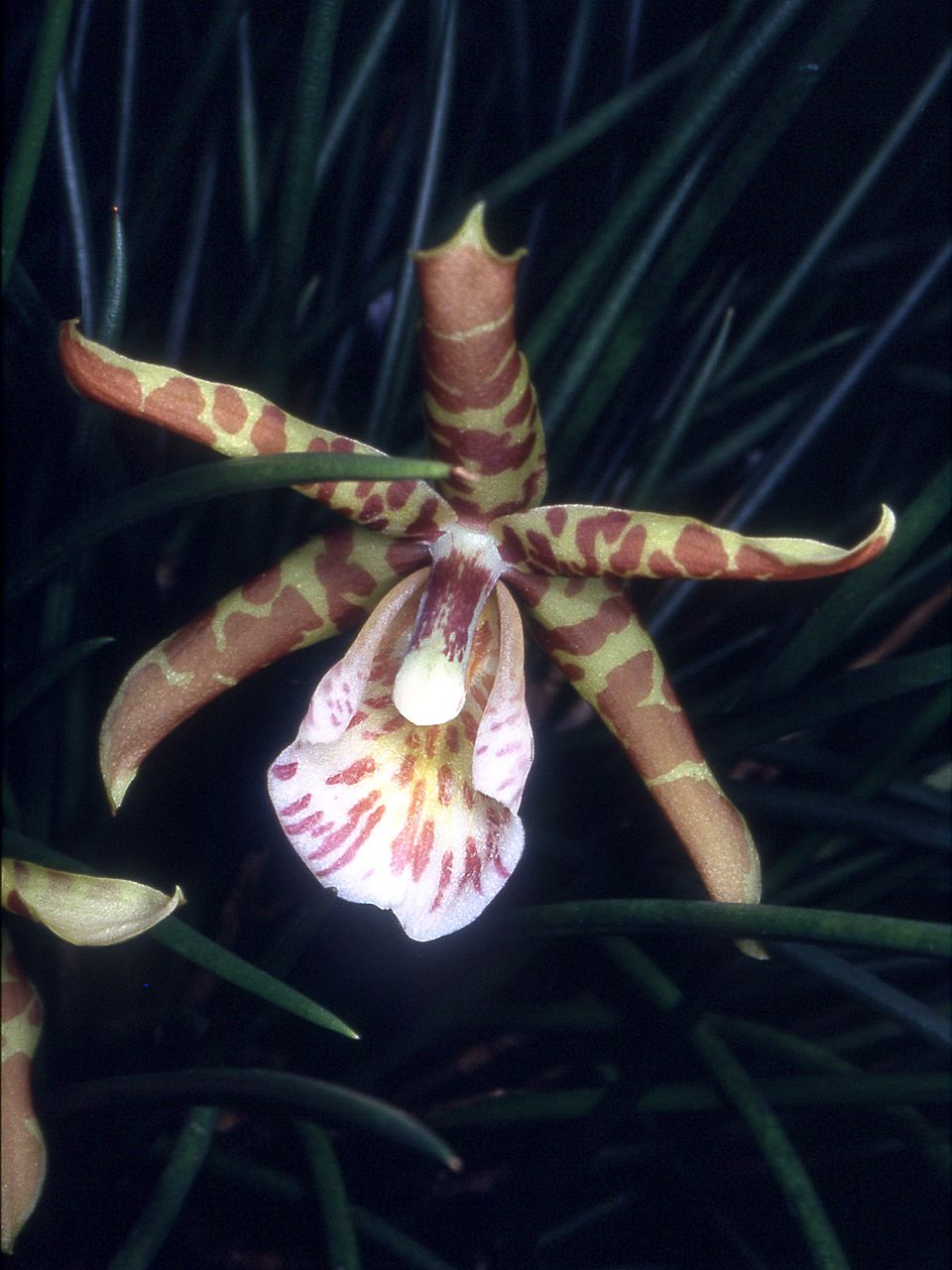
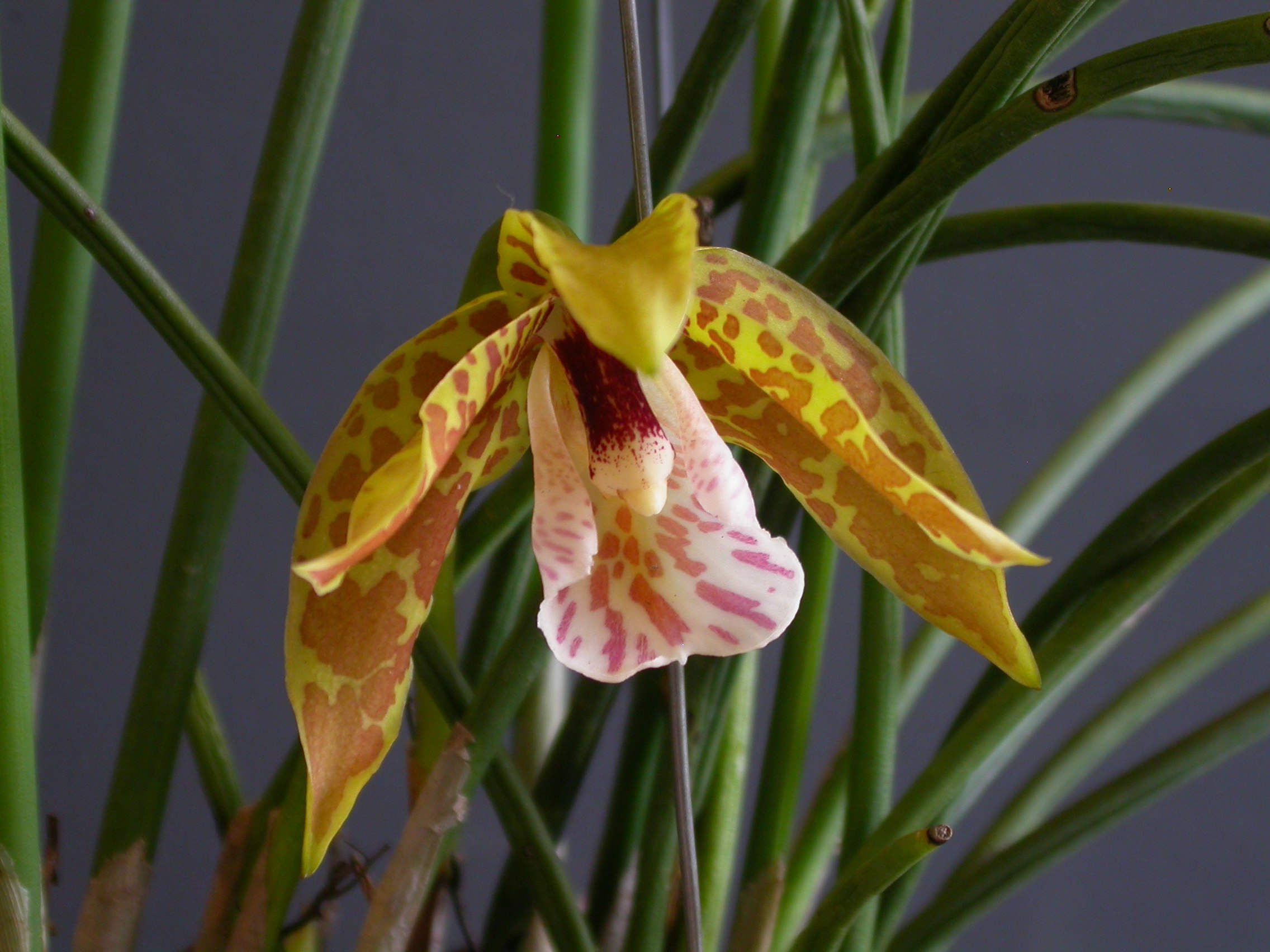
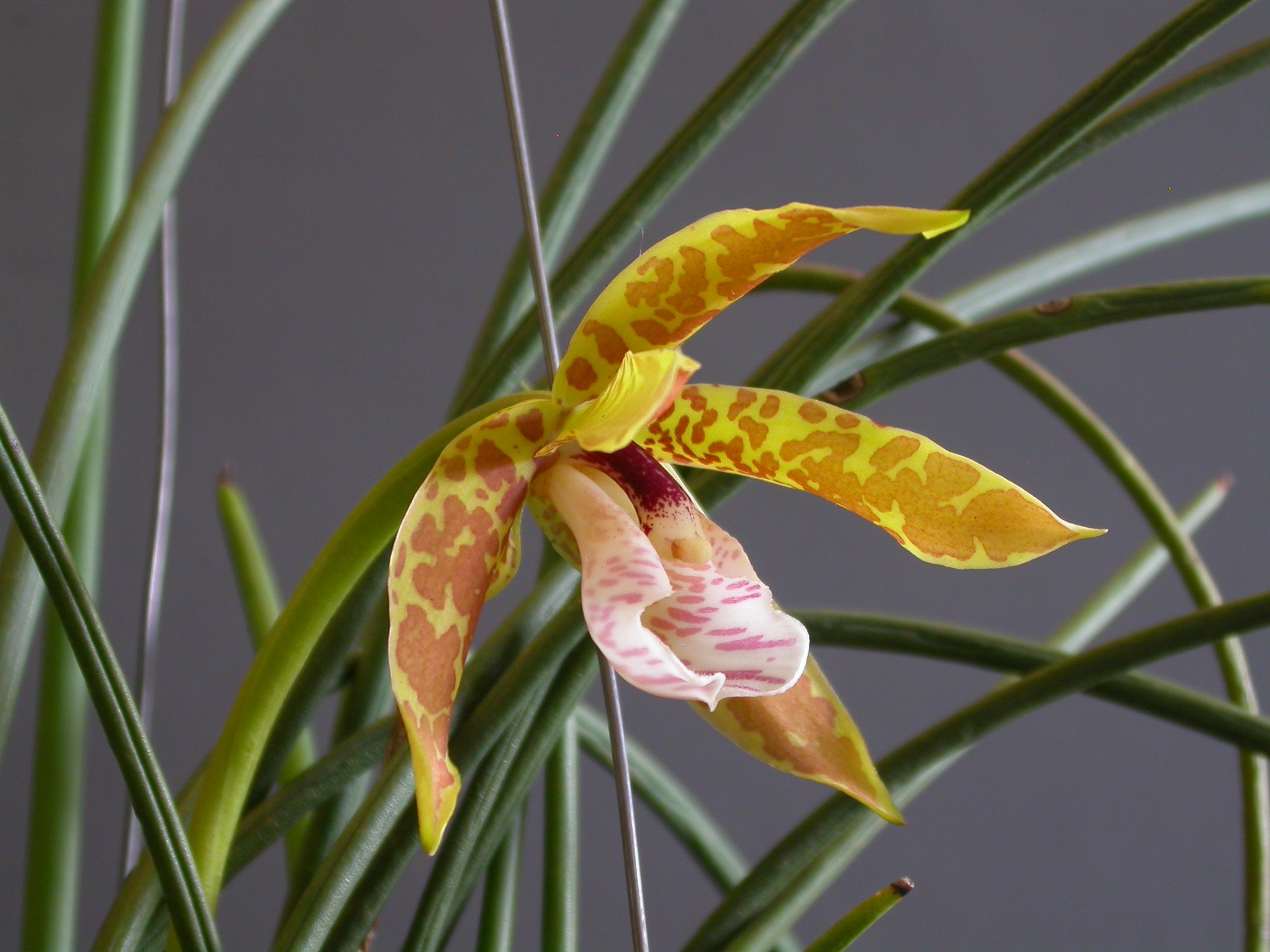
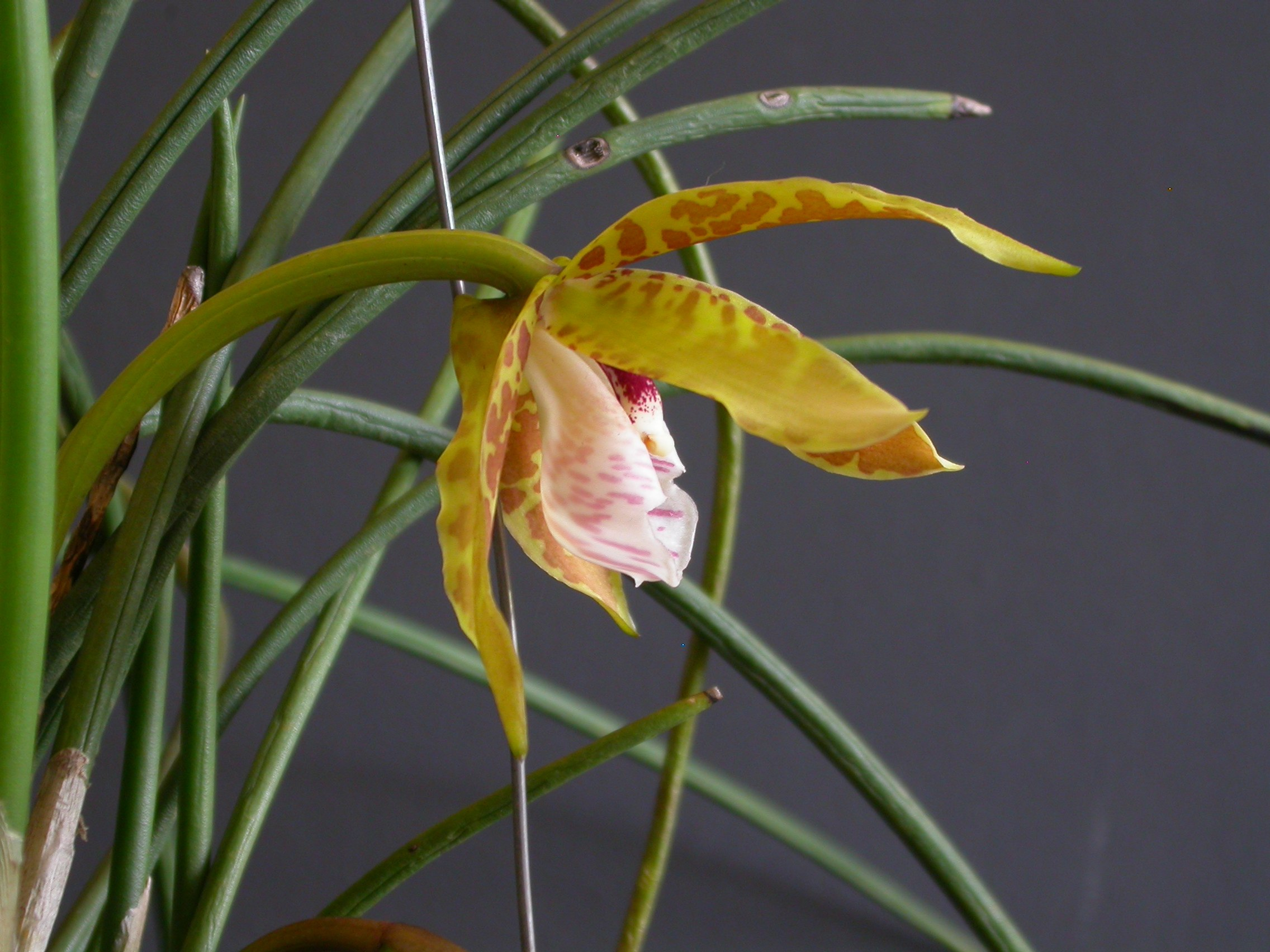
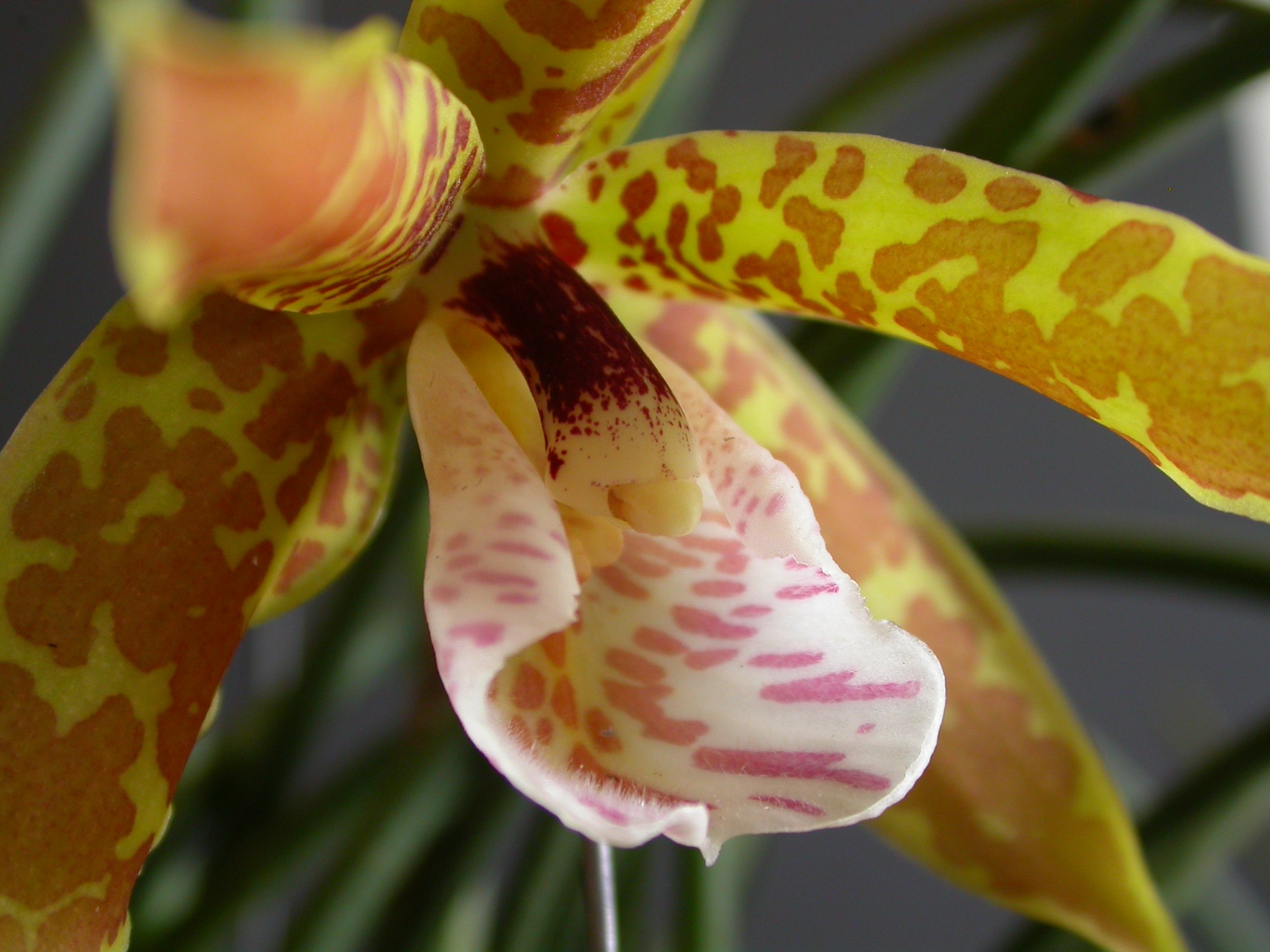